# Сан-Віто
Сан-Віто (італ. San Vito, сард. Santu 'Idu) — муніципалітет в Італії, у регіоні Сардинія,  провінція Кальярі.
Сан-Віто розташований на відстані близько 370 км на південний захід від Рима, 50 км на північний схід від Кальярі.
Населення — 3751 особа (2014).

## Демографія
Населення за роками:

Станом на 1 січня 2023 року в муніципалітеті офіційно проживали 82 іноземці з 26 країн, серед них 42 громадяни країн Євросоюзу та 2 громадяни України.

## Сусідні муніципалітети
- Бурчеї
- Кастіадас
- Муравера
- Сіннаї
- Віллапутцу
- Віллазальто